# Puntate di Per un pugno di libri
Questa pagina contiene la lista di puntate della serie televisiva Per un pugno di libri, in onda su Rai 3 a partire dal 1998.

## I edizione (1998-1999)
| Puntata          | Titolo                                   |
| ---------------- | ---------------------------------------- |
| 10 novembre 1998 | Chi ha ucciso il libro?                  |
| 17 novembre 1998 | ??                                       |
| 24 novembre 1998 | Ragione o sentimento?                    |
| 1º dicembre 1998 | Viaggiare leggendo o leggere viaggiando? |
| 8 dicembre 1998  | I libri tengono a galla?                 |
| 15 dicembre 1998 | La cultura è un quiz?                    |
| 22 dicembre 1998 | Renne o strenne                          |
| 14 gennaio 1999  | La donzelletta vien dalla campagna       |
| 21 gennaio 1999  | Galeotto fu il libro...                  |
| 28 gennaio 1999  | Fiction                                  |
| 4 febbraio 1999  | Palo, traversa, punto e virgola          |
| 11 febbraio 1999 | Cinema e divismo                         |
| 25 febbraio 1999 | Sesso e letteratura                      |

## II edizione (1999-2000)
A partire da questa edizione il programma viene trasmesso di domenica.
| Puntata          | Libro della puntata                                              |
| ---------------- | ---------------------------------------------------------------- |
| 7 novembre 1999  | Romeo e Giulietta, William Shakespeare                           |
| 14 novembre 1999 | Lo strano caso del dr. Jekyll e mr. Hyde, Robert Louis Stevenson |
| 21 novembre 1999 | La fattoria degli animali, George Orwell                         |
| 28 novembre 1999 | Il maestro e Margherita, Michail Bulgakov                        |
| 5 dicembre 1999  | Il barone rampante, Italo Calvino                                |
| 12 dicembre 1999 | Alice nel Paese delle Meraviglie, Lewis Carroll                  |
| 19 dicembre 1999 | Moby Dick, Herman Melville                                       |
| 26 dicembre 1999 | I tre moschettieri, Alexandre Dumas (padre)                      |
| 9 gennaio 2000   | Il giovane Holden, Jerome David Salinger                         |
| 16 gennaio 2000  | I dolori del giovane Werther, Johann Wolfgang Goethe             |
| 23 gennaio 2000  | Siddharta, Hermann Hesse                                         |
| 30 gennaio 2000  | Il partigiano Johnny, Beppe Fenoglio                             |
| 6 febbraio 2000  | Robinson Crusoe, Daniel Defoe                                    |
| 27 febbraio 2000 | Frankenstein, Mary Wollstonecraft Shelley                        |
| 5 marzo 2000     | La coscienza di Zeno, Italo Svevo                                |
| 19 marzo 2000    | Il ritratto di Dorian Gray, Oscar Wilde                          |
| 26 marzo 2000    | Candido, Voltaire                                                |
| 2 aprile 2000    | Amleto, William Shakespeare                                      |
| 9 aprile 2000    | Pinocchio, Carlo Collodi                                         |
| 16 aprile 2000   | Il Gattopardo, Giuseppe Tomasi di Lampedusa                      |
| 23 aprile 2000   | Orgoglio e pregiudizio, Jane Austen                              |
| 30 aprile 2000   | Cent'anni di solitudine, Gabriel García Márquez                  |
| 7 maggio 2000    | I promessi sposi, Alessandro Manzoni                             |

## III edizione (2000-2001)
| Puntata          | Libro della puntata                                            |
| ---------------- | -------------------------------------------------------------- |
| 8 ottobre 2000   | Madame Bovary, Gustave Flaubert                                |
| 15 ottobre 2000  | 1984, George Orwell                                            |
| 22 ottobre 2000  | Il deserto dei Tartari, Dino Buzzati                           |
| 29 ottobre 2000  | Cuore di tenebra, Joseph Conrad                                |
| 5 novembre 2000  | A ciascuno il suo, Leonardo Sciascia                           |
| 12 novembre 2000 | Il conte di Montecristo, Alexandre Dumas (padre)               |
| 19 novembre 2000 | L'isola del tesoro, Robert Louis Stevenson                     |
| 26 novembre 2000 | Cuore, Edmondo De Amicis                                       |
| 10 dicembre 2000 | La tempesta, William Shakespeare                               |
| 17 dicembre 2000 | Il processo, Franz Kafka                                       |
| 24 dicembre 2000 | Natale in casa Cupiello, Eduardo De Filippo                    |
| 7 gennaio 2001   | Il giocatore, Fëdor Michajlovič Dostoevskij                    |
| 14 gennaio 2001  | Il corsaro nero, Emilio Salgari                                |
| 21 gennaio 2001  | Cime tempestose, Emily Brontë                                  |
| 28 gennaio 2001  | Lessico famigliare, Natalia Ginzburg                           |
| 4 febbraio 2001  | Racconto di un naufrago, Gabriel García Márquez                |
| 11 febbraio 2001 | Le affinità elettive, Johann Wolfgang Goethe                   |
| 18 febbraio 2001 | Fahrenheit 451, Ray Bradbury                                   |
| 25 febbraio 2001 | Il fu Mattia Pascal, Luigi Pirandello                          |
| 4 marzo 2001     | Il giro di vite, Henry James                                   |
| 11 marzo 2001    | Gli indifferenti, Alberto Moravia                              |
| 18 marzo 2001    | Kim, Rudyard Kipling                                           |
| 25 marzo 2001    | Sonata a Kreutzer, Lev Nikolaevič Tolstoj                      |
| 1º aprile 2001   | Addio alle armi, Ernest Hemingway                              |
| 8 aprile 2001    | Cuore di cane, Michail Bulgakov                                |
| 15 aprile 2001   | Martin Eden, Jack London                                       |
| 22 aprile 2001   | L'isola di Arturo, Elsa Morante                                |
| 29 aprile 2001   | Giulio Cesare, William Shakespeare                             |
| 13 maggio 2001   | Inferno, Dante Alighieri                                       |
| 20 maggio 2001   | Puntata speciale dal Salone internazionale del libro di Torino |

## IV edizione (2001-2002)
| Puntata          | Libro della puntata                                                   |
| ---------------- | --------------------------------------------------------------------- |
| 7 ottobre 2001   | Il giardino dei Finzi Contini, Giorgio Bassani                        |
| 14 ottobre 2001  | Bel Ami, Guy de Maupassant                                            |
| 21 ottobre 2001  | Dona Flor e i suoi due mariti, Jorge Amado                            |
| 28 ottobre 2001  | Il nostro agente all'Avana, Graham Greene                             |
| 4 novembre 2001  | Grandi speranze, Charles Dickens                                      |
| 11 novembre 2001 | Il cavaliere inesistente, Italo Calvino                               |
| 18 novembre 2001 | Lord Jim, Joseph Conrad                                               |
| 25 novembre 2001 | Altezza reale, Thomas Mann                                            |
| 2 dicembre 2001  | Benito Cereno, Herman Melville                                        |
| 9 dicembre 2001  | Todo modo, Leonardo Sciascia                                          |
| 16 dicembre 2001 | Arancia meccanica, Anthony Burgess                                    |
| 23 dicembre 2001 | Zanna Bianca, Jack London                                             |
| 30 dicembre 2001 | Il conformista, Alberto Moravia                                       |
| 6 gennaio 2002   | Harry Potter e la pietra filosofale, J. K. Rowling                    |
| 13 gennaio 2002  | La Certosa di Parma, Stendhal                                         |
| 20 gennaio 2002  | Dieci piccoli indiani, Agatha Christie                                |
| 27 gennaio 2002  | Delitto e castigo, Fëdor Michajlovič Dostoevskij                      |
| 3 febbraio 2002  | Il cacciatore di androidi, Philip K. Dick                             |
| 3 febbraio 2002  | Metello, Vasco Pratolini                                              |
| 10 febbraio 2002 | Le relazioni pericolose, Pierre-Ambroise-François Choderlos de Laclos |
| 17 febbraio 2002 | Storia di Arthur Gordon Pym, Edgar Allan Poe                          |
| 24 febbraio 2002 | La cripta dei cappuccini, Joseph Roth                                 |
| 10 marzo 2002    | La Compagnia dell'Anello, J. R. R. Tolkien                            |
| 17 marzo 2002    | Il lungo addio, Raymond Chandler                                      |
| 24 marzo 2002    | I turbamenti del giovane Törless, Robert Musil                        |
| 31 marzo 2002    | La luna e i falò, Cesare Pavese                                       |
| 14 aprile 2002   | Lo straniero, Albert Camus                                            |
| 21 aprile 2002   | Furore, John Steinbeck                                                |
| 28 aprile 2002   | Il rosso e il nero, Stendhal                                          |
| 5 maggio 2002    | Anna Karenina, Lev Nikolaevic Tolstoj                                 |
| 18 maggio 2002   | Odissea, Omero                                                        |
| 8 giugno 2002    | Pinocchio, Carlo Collodi                                              |
| 15 giugno 2002   | Bibbia, autori vari                                                   |

## V edizione (2002-2003)
| Puntata          | Libro della puntata                                            |
| ---------------- | -------------------------------------------------------------- |
| 20 ottobre 2002  | Quer pasticciaccio brutto de via Merulana, Carlo Emilio Gadda  |
| 27 ottobre 2002  | L'amante di Lady Chatterley, David Herbert Lawrence            |
| 3 novembre 2002  | I duellanti, Joseph Conrad                                     |
| 10 novembre 2002 | Uomini e no, Elio Vittorini                                    |
| 17 novembre 2002 | Il signore delle mosche, William Golding                       |
| 24 novembre 2002 | Il dottor Zivago, Boris Pasternak                              |
| 1º dicembre 2002 | Il visconte dimezzato, Italo Calvino                           |
| 8 dicembre 2002  | Papà Goriot, Honoré de Balzac                                  |
| 15 dicembre 2002 | Il generale Della Rovere, Indro Montanelli                     |
| 22 dicembre 2002 | Macbeth, William Shakespeare                                   |
| 12 gennaio 2003  | Narciso e Boccadoro, Hermann Hesse                             |
| 19 gennaio 2003  | Il grande Gatsby, Francis Scott Fitzgerald                     |
| 26 gennaio 2003  | Il giornalino di Gian Burrasca, Vamba                          |
| 2 febbraio 2003  | Il mastino dei Baskerville, Arthur Conan Doyle                 |
| 9 febbraio 2003  | Ultime lettere di Jacopo Ortis, Ugo Foscolo                    |
| 16 febbraio 2003 | L'importanza di chiamarsi Ernesto, Oscar Wilde                 |
| 23 febbraio 2003 | La leggenda del santo bevitore, Joseph Roth                    |
| 2 marzo 2003     | La tregua, Primo Levi                                          |
| 9 marzo 2003     | Il richiamo della foresta, Jack London                         |
| 16 marzo 2003    | Il sosia, Fëdor Dostoevskij                                    |
| 23 marzo 2003    | Bartleby lo scrivano, Herman Melville                          |
| 30 marzo 2003    | Il giudice e il suo boia, Friedrich Dürrenmatt                 |
| 6 aprile 2003    | Il signore di Ballantrae, Robert Louis Stevenson               |
| 13 aprile 2003   | La donna della domenica, Carlo Fruttero e Franco Lucentini     |
| 20 aprile 2003   | L'uomo che guardava passare i treni, Georges Simenon           |
| 27 aprile 2003   | Il giorno della civetta, Leonardo Sciascia                     |
| 4 maggio 2003    | Iliade, Omero                                                  |
| 16 maggio 2003   | Puntata speciale dal Salone internazionale del libro di Torino |

## VI edizione (2003-2004)
| Puntata          | Libro della puntata                                       |
| ---------------- | --------------------------------------------------------- |
| 19 ottobre 2003  | Don Chisciotte, Miguel de Cervantes                       |
| 26 ottobre 2003  | La paga del sabato, Beppe Fenoglio                        |
| 2 novembre 2003  | Gargantua e Pantagruel, François Rabelais                 |
| 9 novembre 2003  | Il consiglio d'Egitto, Leonardo Sciascia                  |
| 16 novembre 2003 | Auto da fé, Elias Canetti                                 |
| 23 novembre 2003 | Nostromo, Joseph Conrad                                   |
| 30 novembre 2003 | L'idiota, Fëdor Dostoevskij                               |
| 7 dicembre 2003  | Assassinio al Comitato Centrale, Manuel Vázquez Montalbán |
| 14 dicembre 2003 | La passeggiata, Robert Walser                             |
| 21 dicembre 2003 | L'inviato speciale, Evelyn Waugh                          |
| 28 dicembre 2003 | La bella estate, Cesare Pavese                            |
| 11 gennaio 2004  | Il giro del mondo in 80 giorni, Jules Verne               |
| 18 gennaio 2004  | Per chi suona la campana, Ernest Hemingway                |
| 25 gennaio 2004  | Uno, nessuno e centomila, Luigi Pirandello                |
| 1º febbraio 2004 | Le memorie di Barry Lyndon, William Makepeace Thackeray   |
| 8 febbraio 2004  | L'amico ritrovato, Fred Uhlman                            |
| 15 febbraio 2004 | Il giardino dei ciliegi, Anton Čechov                     |
| 22 febbraio 2004 | Memorie di Adriano, Marguerite Yourcenar                  |
| 29 febbraio 2004 | Nati due volte, Giuseppe Pontiggia                        |
| 7 marzo 2004     | Chiedi alla polvere, John Fante                           |
| 14 marzo 2004    | Oliver Twist, Charles Dickens                             |
| 21 marzo 2004    | Memorie di una ragazza perbene, Simone de Beauvoir        |
| 28 marzo 2004    | Oblomov, Ivan Aleksandrovič Gončarov                      |
| 4 aprile 2004    | I Buddenbrook: decadenza di una famiglia, Thomas Mann     |
| 11 aprile 2004   | Zazie nel metró, Raymond Queneau                          |
| 18 aprile 2004   | L'urlo e il furore, William Faulkner                      |
| 25 aprile 2004   | Il prete bello, Goffredo Parise                           |
| 2 maggio 2004    | Marcovaldo ovvero Le stagioni in città, Italo Calvino     |
| 9 maggio 2004    | Il povero Piero, Achille Campanile                        |

## VII edizione (2004-2005)
| Puntata          | Libro della puntata                                 |
| ---------------- | --------------------------------------------------- |
| 17 ottobre 2004  | Tempo di uccidere, Ennio Flaiano                    |
| 24 ottobre 2004  | L'ispettore generale, Nikolaj Vasil'evič Gogol'     |
| 31 ottobre 2004  | I viaggi di Gulliver, Jonathan Swift                |
| 7 novembre 2004  | L'agente segreto, Joseph Conrad                     |
| 14 novembre 2004 | Senilità, Italo Svevo                               |
| 21 novembre 2004 | La vita è altrove, Milan Kundera                    |
| 28 novembre 2004 | Il caro estinto, Evelyn Waugh                       |
| 5 dicembre 2004  | La signora delle camelie, Alexandre Dumas (figlio)  |
| 12 dicembre 2004 | Il falco maltese, Dashiell Hammett                  |
| 19 dicembre 2004 | Una questione privata, Beppe Fenoglio               |
| 26 dicembre 2004 | Le avventure di Tom Sawyer, Mark Twain              |
| 9 gennaio 2005   | L'amore ai tempi del colera, Gabriel García Márquez |
| 16 gennaio 2005  | I Malavoglia, Giovanni Verga                        |
| 23 gennaio 2005  | Padri e figli, Ivan Turgenev                        |
| 30 gennaio 2005  | Opinioni di un clown, Heinrich Böll                 |
| 6 febbraio 2005  | Il vecchio e il mare, Ernest Hemingway              |
| 13 febbraio 2005 | Il malato immaginario, Molière                      |
| 20 febbraio 2005 | Camera con vista, Edward Morgan Forster             |
| 27 febbraio 2005 | Cristo si è fermato a Eboli, Carlo Levi             |
| 6 marzo 2005     | La marcia di Radetzky, Joseph Roth                  |
| 13 marzo 2005    | La zia Julia e lo scribacchino, Mario Vargas Llosa  |
| 20 marzo 2005    | I fiori blu, Raymond Queneau                        |
| 27 marzo 2005    | Tre uomini in barca, Jerome K. Jerome               |
| 10 aprile 2005   | Peter Camenzind, Hermann Hesse                      |
| 17 aprile 2005   | Il codice di Perelà, Aldo Palazzeschi               |
| 24 aprile 2005   | Assassinio sull'Orient Express, Agatha Christie     |
| 8 maggio 2005    | La figlia del capitano, Aleksandr Sergeevič Puškin  |
| 15 maggio 2005   | Ritratto di signora, Henry James                    |
| 22 maggio 2005   | Circolo Pickwick, Charles Dickens                   |

## VIII edizione (2005-2006)
| Puntata          | Libro della puntata                                     |
| ---------------- | ------------------------------------------------------- |
| 16 ottobre 2005  | Il sentiero dei nidi di ragno, Italo Calvino            |
| 23 ottobre 2005  | Emma, Jane Austen                                       |
| 30 ottobre 2005  | Io, Robot, Isaac Asimov                                 |
| 6 novembre 2005  | Il ritorno di Casanova, Arthur Schnitzler               |
| 20 novembre 2005 | Il valzer degli addii, Milan Kundera                    |
| 4 dicembre 2005  | La promessa, Friedrich Dürrenmatt                       |
| 11 dicembre 2005 | La dama di picche, Aleksandr Sergeevič Puškin           |
| 18 dicembre 2005 | Colazione da Tiffany, Truman Capote                     |
| 8 gennaio 2006   | Ventimila leghe sotto i mari, Jules Verne               |
| 15 gennaio 2006  | Agosto, moglie mia non ti conosco, Achille Campanile    |
| 22 gennaio 2006  | Cronaca di una morte annunciata, Gabriel García Márquez |
| 29 gennaio 2006  | King Kong, Delos W. Lovelace                            |
| 5 febbraio 2006  | Un amore di Swann, Marcel Proust                        |
| 12 febbraio 2006 | La vita agra, Luciano Bianciardi                        |
| 19 febbraio 2006 | Billy Budd, Herman Melville                             |
| 26 febbraio 2006 | Eugénie Grandet, Honoré de Balzac                       |
| 5 marzo 2006     | C'era due volte il barone Lamberto, Gianni Rodari       |
| 12 marzo 2006    | Le palme selvagge, William Faulkner                     |
| 19 marzo 2006    | La morte a Venezia, Thomas Mann                         |
| 26 marzo 2006    | Zio Vania, Anton Čechov                                 |
| 2 aprile 2006    | Triste, solitario y final, Osvaldo Soriano              |
| 9 aprile 2006    | Il bell'Antonio, Vitaliano Brancati                     |
| 16 aprile 2006   | La nube purpurea, Matthew Phipps Shiel                  |
| 22 aprile 2006   | Il castello, Franz Kafka                                |
| 30 aprile 2006   | Maigret ha paura, Georges Simenon                       |
| 7 maggio 2006    | Molto rumore per nulla, William Shakespeare             |
| 14 maggio 2006   | La chiave a stella, Primo Levi                          |

## IX edizione (2006)
In questa edizione sono stati analizzati due classici per puntata.
| Puntata          | Libri della puntata                                   | Libri della puntata |
| ---------------- | ----------------------------------------------------- | ------------------- |
| 22 ottobre 2006  | I promessi sposi, Alessandro Manzoni                  |                     |
| 22 ottobre 2006  | I peccati di Peyton Place, Grace Metalious            |                     |
| 29 ottobre 2006  | Don Chisciotte, Miguel de Cervantes                   |                     |
| 29 ottobre 2006  | Candido, Voltaire                                     |                     |
| 5 novembre 2006  | Anna Karenina, Lev Nikolaevič Tolstoj                 |                     |
| 5 novembre 2006  | Madame Bovary, Gustave Flaubert                       |                     |
| 12 novembre 2006 | Frankenstein, Mary Shelley                            |                     |
| 12 novembre 2006 | Il più grande uomo scimmia del Pleistocene, Roy Lewis |                     |
| 19 novembre 2006 | Il giovane Holden, J. D. Salinger                     |                     |
| 19 novembre 2006 | Siddharta, Hermann Hesse                              |                     |
| 26 novembre 2006 | Robinson Crusoe, Daniel Defoe                         |                     |
| 26 novembre 2006 | Il signore delle mosche, William Golding              |                     |

## X edizione (2007-2008)
| Puntata          | Libro della puntata                           |
| ---------------- | --------------------------------------------- |
| 21 ottobre 2007  | Finzioni, Jorge Luis Borges                   |
| 28 ottobre 2007  | I Viceré, Federico De Roberto                 |
| 4 novembre 2007  | Lettera a Berlino, Ian McEwan                 |
| 11 novembre 2007 | Tonio Kröger, Thomas Mann                     |
| 18 novembre 2007 | Bouvard et Pécuchet, Gustave Flaubert         |
| 25 novembre 2007 | Gli indifferenti, Alberto Moravia             |
| 9 dicembre 2007  | Addio alle armi, Ernest Hemingway             |
| 16 dicembre 2007 | La scomparsa di Majorana, Leonardo Sciascia   |
| 23 dicembre 2007 | Alice attraverso lo specchio, Lewis Carroll   |
| 13 gennaio 2008  | Il misantropo, Molière                        |
| 20 gennaio 2008  | La metamorfosi, Franz Kafka                   |
| 27 gennaio 2008  | Il porto delle nebbie, Georges Simenon        |
| 3 febbraio 2008  | Le città invisibili, Italo Calvino            |
| 10 febbraio 2008 | A sangue freddo, Truman Capote                |
| 17 febbraio 2008 | Le menzogne della notte, Gesualdo Bufalino    |
| 24 febbraio 2008 | L'amante, Marguerite Duras                    |
| 2 marzo 2008     | Il giocatore, Fëdor Dostoevskij               |
| 9 marzo 2008     | La concessione del telefono, Andrea Camilleri |
| 16 marzo 2008    | Minority Report, Philip Dick                  |
| 30 marzo 2008    | Tifone, Joseph Conrad                         |
| 27 aprile 2008   | Uno studio in rosso, Arthur Conan Doyle       |

## XI edizione (2008-2009)
| Puntata          | Libro della puntata                                         |
| ---------------- | ----------------------------------------------------------- |
| 21 ottobre 2008  | I fratelli Karamàzov, Fëdor Michajlovič Dostoevskij         |
| 28 ottobre 2008  | Il birraio di Preston, Andrea Camilleri                     |
| 2 novembre 2008  | Gente di Dublino, James Joyce                               |
| 9 novembre 2008  | L'educazione sentimentale, Gustave Flaubert                 |
| 16 novembre 2008 | L'Aleph, Jorge Luis Borges                                  |
| 23 novembre 2008 | Daisy Miller, Henry James                                   |
| 30 novembre 2008 | La giornata d'uno scrutatore, Italo Calvino                 |
| 7 dicembre 2008  | La panne. Una storia ancora possibile, Friedrich Dürrenmatt |
| 14 dicembre 2008 | Lettera al mio giudice, Georges Simenon                     |
| 21 dicembre 2008 | Canto di Natale, Charles Dickens                            |
| 11 gennaio 2009  | I piccoli maestri, Luigi Meneghello                         |
| 18 gennaio 2009  | Martin Eden, Jack London                                    |
| 25 gennaio 2009  | La pelle di zigrino, Honoré de Balzac                       |
| 1º febbraio 2009 | La dodicesima notte, William Shakespeare                    |
| 8 febbraio 2009  | Quaderni di Serafino Gubbio operatore, Luigi Pirandello     |
| 15 febbraio 2009 | Foto di gruppo con signora, Heinrich Böll                   |
| 22 febbraio 2009 | I delitti della Rue Morgue, Edgar Allan Poe                 |
| 1º marzo 2009    | Porte aperte, Leonardo Sciascia                             |
| 15 marzo 2009    | Nove racconti, Jerome David Salinger                        |
| 5 aprile 2009    | L'autunno del patriarca, Gabriel García Márquez             |
| 12 aprile 2009   | Lessico famigliare, Natalia Ginzburg                        |
| 19 aprile 2009   | Passaggio in India, Edward Morgan Forster                   |
| 26 aprile 2009   | Padri e figli, Ivan Turgenev                                |
| 3 maggio 2009    | Il conformista, Alberto Moravia                             |

## XII edizione (2009-2010)
| Puntata          | Libro della puntata                                   | Libri consigliati da Piero Dorfles |
| ---------------- | ----------------------------------------------------- | --- |
| 18 ottobre 2009  | Storia della colonna infame, Alessandro Manzoni       | - La peste scarlatta, Jack London - La baracca dei tristi piaceri, Helga Schneider - Gocce di Sicilia, Andrea Camilleri                                                 |
| 25 ottobre 2009  | Chéri, Colette                                        | |
| 1 novembre 2009  | Bruciante segreto, Stefan Zweig                       | |
| 8 novembre 2009  | David Copperfield, Charles Dickens                    | |
| 22 novembre 2009 | Sorelle Materassi, Aldo Palazzeschi                   | |
| 29 novembre 2009 | La visita della vecchia signora, Friedrich Dürrenmatt | |
| 6 dicembre 2009  | Il console onorario, Graham Greene                    | |
| 13 dicembre 2009 | La morte di Ivan Il'ič, Lev Tolstoj                   | |
| 20 dicembre 2009 | Jacques il fatalista e il suo padrone, Denis Diderot  | |
| 27 dicembre 2009 | Il mercante di Venezia, William Shakespeare           | |
| 3 gennaio 2010   | Una storia semplice, Leonardo Sciascia                | |
| 10 gennaio 2010  | La signorina Else, Arthur Schnitzler                  | |
| 17 gennaio 2010  | Cronache marziane, Ray Bradbury                       | |
| 24 gennaio 2010  | La peste, Albert Camus                                | |
| 31 gennaio 2010  | Una vita, Italo Svevo                                 | |
| 7 febbraio 2010  | Bestiario, Julio Cortázar                             | - Sandrone Dazieri, Bestie - Michel Tournier, Venerdì o la vita selvaggia - Antonio Pascale; Qui dobbiamo fare qualcosa. Si, ma cosa? - Gian Luigi Beccaria, Misticanze |
| 14 febbraio 2010 | Il ragazzo rapito, Robert Louis Stevenson             | |
| 21 febbraio 2010 | Vita di Galileo, Bertolt Brecht                       | |
| 28 febbraio 2010 | Il diario di Eva, Mark Twain                          | |
| 7 marzo 2010     | La mia Africa, Karen Blixen                           | |
| 14 marzo 2010    | Il parroco di Tours, Honoré de Balzac                 | |
| 21 marzo 2010    | Misery, Stephen King                                  | |
| 28 marzo 2010    | Il mondo nuovo, Aldous Huxley                         | |
| 4 aprile 2010    | Gomorra, Roberto Saviano                              | |

## XIII edizione (2010-2011)
| Puntata          | Libro della puntata | Libri consigliati da Piero Dorfles |
| ---------------- | --- | --- |
| 17 ottobre 2010  | Il Gattopardo, Giuseppe Tomasi di Lampedusa                                                                                      | |
| 24 ottobre 2010  | L'opera al nero, Marguerite Yourcenar                                                                                            | |
| 31 ottobre 2010  | Le allegre comari di Windsor, William Shakespeare                                                                                | |
| 7 novembre 2010  | Novella degli scacchi, Stefan Zweig                                                                                              | |
| 14 novembre 2010 | Le cosmicomiche, Italo Calvino                                                                                                   | |
| 21 novembre 2010 | Il fattore umano, Graham Greene                                                                                                  | |
| 28 novembre 2010 | Fútbol, Osvaldo Soriano | |
| 5 dicembre 2010  | Le notti bianche, Fëdor Michajlovič Dostoevskij                                                                                  | |
| 12 dicembre 2010 | Enigma in luogo di mare, Carlo Fruttero e Franco Lucentini                                                                       | - Henning Mankell, L'uomo inquieto - Carlo Fruttero - Massimo Gramellini, La patria, bene o male. Almanacco essenziale dell'Italia unita - Donald Sassoon, Come nasce un dittatore |
| 19 dicembre 2010 | Pnin, Vladimir Nabokov | |
| 26 dicembre 2010 | Nessuno scrive al colonnello, Gabriel García Márquez                                                                             | |
| 9 gennaio 2011   | Addio, mia amata, Raymond Chandler                                                                                               | |
| 16 gennaio 2011  | Il sospetto, Friedrich Dürrenmatt                                                                                                | |
| 23 gennaio 2011  | Se non ora, quando?, Primo Levi                                                                                                  | |
| 30 gennaio 2011  | Jane Eyre, Charlotte Brontë | |
| 6 febbraio 2011  | Buio a mezzogiorno, Arthur Koestler                                                                                              | |
| 13 febbraio 2011 | America, Franz Kafka | - Stelio Mattioni, Dolodi |
| 20 febbraio 2011 | La città e i cani, Mario Vargas Llosa                                                                                            | |
| 27 febbraio 2011 | Don Giovanni o Il convitato di pietra, Molière                                                                                   | |
| 6 marzo 2011     | Un amore, Dino Buzzati | |
| 13 marzo 2011    | Discorso sopra lo stato presente dei costumi degl'Italiani, Giacomo Leopardi                                                     | |
| 20 marzo 2011    | Mattatoio n. 5, Kurt Vonnegut | |
| 3 aprile 2011    | Herzog, Saul Bellow | |
| 10 aprile 2011   | Il garofano rosso, Elio Vittorini                                                                                                | |
| 15 aprile 2011   | Puntata Speciale per la celebrazione dei 150 anni dell'Unità d'Italia (in diretta dal Salone Internazionale del Libro di Torino) | Puntata Speciale per la celebrazione dei 150 anni dell'Unità d'Italia (in diretta dal Salone Internazionale del Libro di Torino)                                                   |

## XIV edizione (2012)
| Puntata          | Libro della puntata                                                                                      | Libri consigliati da Piero Dorfles                                                                         |
| ---------------- | --- | --- |
| 8 gennaio 2012   | Orgoglio e pregiudizio, Jane Austen                                                                      | |
| 15 gennaio 2012  | Mario e il mago, Thomas Mann                                                                             | |
| 22 gennaio 2012  | Il giardino dei Finzi Contini, Giorgio Bassani                                                           | |
| 29 gennaio 2012  | Furore, John Steinbeck                                                                                   | |
| 5 febbraio 2012  | Bel Ami, Guy de Maupassant                                                                               | |
| 12 febbraio 2012 | A che punto è la notte, Carlo Fruttero e Franco Lucentini                                                | |
| 19 febbraio 2012 | Lolita, Vladimir Vladimirovič Nabokov                                                                    | |
| 26 febbraio 2012 | La morte della Pizia, Friedrich Dürrenmatt                                                               | |
| 4 marzo 2012     | L'eterno marito, Fëdor Dostoevskij                                                                       | |
| 11 marzo 2012    | La stanza del vescovo, Piero Chiara                                                                      | |
| 18 marzo 2012    | Fuga senza fine, Joseph Roth                                                                             | - Villetta con piscina, Herman Koch - La repubblica di Weimar, Gunther Mai - Notte inquieta, Albrecht Goes |
| 25 marzo 2012    | Alta fedeltà, Nick Hornby                                                                                | |
| 1º aprile 2012   | Il carteggio Aspern, Henry James                                                                         | |
| 8 aprile 2012    | Il talento di mister Ripley, Patricia Highsmith                                                          | |
| 15 aprile 2012   | Il contesto, Leonardo Sciascia                                                                           | |
| 13 maggio 2012   | Puntata Speciale in diretta dal Salone Internazionale del Libro di Torino sui classici degli ultimi anni | Puntata Speciale in diretta dal Salone Internazionale del Libro di Torino sui classici degli ultimi anni   |

## XV edizione (2013)
| Puntata          | Libro della puntata                        | Libri consigliati da Piero Dorfles |
| ---------------- | ------------------------------------------ | --- |
| 13 gennaio 2013  | L'isola di Arturo, Elsa Morante            | - Fiabe, Fratelli Grimm - Le avventure di Pinocchio, Carlo Collodi - Brutti, sporchi e cattivi; Giovanni Valentini - Il piantagrane, Marco Presta |
| 20 gennaio 2013  | Comma 22, Joseph Heller                    | |
| 27 gennaio 2013  | Il medico di campagna, Honoré de Balzac    | |
| 3 febbraio 2013  | Il peso falso, Joseph Roth                 | |
| 10 febbraio 2013 | Le due zittelle, Tommaso Landolfi          | |
| 17 febbraio 2013 | Memorie dal sottosuolo, Fëdor Dostoevskij  | |
| 24 febbraio 2013 | Amok, Stefan Zweig                         | |
| 3 marzo 2013     | Enrico IV, Luigi Pirandello                | |
| 10 marzo 2013    | Sconosciuti in treno, Patricia Highsmith   | |
| 24 marzo 2013    | Tanto amore per Glenda, Julio Cortázar     | |
| 31 marzo 2013    | Il grande Gatsby, Francis Scott Fitzgerald | |
| 7 aprile 2013    | Madame Bovary, Gustave Flaubert            | |
| 14 aprile 2013   | Casa di bambola, Henrik Ibsen              | |
| 21 aprile 2013   | Amleto, William Shakespeare                | |

## XVI edizione (2014)
A partire da questa edizione il programma viene trasmesso di sabato.
| Puntata          | Libro della puntata                                 | Libri consigliati da Piero Dorfles |
| ---------------- | --------------------------------------------------- | --- |
| 1º febbraio 2014 | Il pranzo di Babette, Karen Blixen                  | - Qualcosa che non ho mai cucinato prima, Maryline Desbiolles - La leggenda del sesto uomo, Monica Kristensen Solås                                                                           |
| 8 febbraio 2014  | Un borghese piccolo piccolo, Vincenzo Cerami        | - La costola d'Adamo, Antonio Manzini - Diario di un naufragio, Guido Crainz - Elogio dei ripetenti, Eraldo Affinati                                                                          |
| 22 febbraio 2014 | L'amante di Lady Chatterley, David Herbert Lawrence | - Maledizioni, Antonio Armano - Andorra, Peter Cameron - Il concerto, Alain Claude Sulzer |
| 1º marzo 2014    | Shining, Stephen King                               | - Carnevale in giallo, Gian Mauro Costa - L'epidemia, Per Wahlöö - Allegro ma non troppo, Carlo Cipolla                                                                                       |
| 8 marzo 2014     | Il sistema periodico, Primo Levi                    | - Il popolo che disse no, Bo Lidegaard - La fattoria dei malfattori, Arto Paasilinna - La nostalgia felice, Amélie Nothomb                                                                    |
| 15 marzo 2014    | I cani e i lupi, Irène Némirovsky                   | - Sulla cultura, Gustavo Zagrebelsky - Lionel Asbo, Martin Amis - Portico D'Ottavia 13, Anna Foà                                                                                              |
| 22 marzo 2014    | La cripta dei cappuccini, Joseph Roth               | - Due colpi di pistola, dieci milioni di morti, la fine di un mondo. Storia illustrata della grande guerra, Emilio Gentile - Illimitz, Susanna Tamaro - Addio alla natura, Gianfranco Marrone |
| 29 marzo 2014    | La sovrana lettrice, Alan Bennett                   | - Il mistero del terzo miglio, Colin Dexter - Il mondo non mi deve nulla, Massimo Carlotto |
| 5 aprile 2014    | La scomparsa di Patò, Andrea Camilleri              | - Inseguendo un'ombra, Andrea Camilleri - La sirena, Camilla Läckberg - Non c'è libertà senza legalità, Piero Calamandrei                                                                     |
| 12 aprile 2014   | In viaggio con la zia, Graham Greene                | - I fratelli Rico, Georges Simenon - Diseguaglianze inaccettabili, Maurizio Franzini |
| 19 aprile 2014   | Il naso, Nikolaj Gogol'                             | - L'onesto porco, Roberto Finzi - Chiamate la levatrice, Jennifer Worth |
| 26 aprile 2014   | Le avventure di Pinocchio, Carlo Collodi            | - Il cardellino, Donna Tartt - Condominio R39, Fabio Deotto - E l'uomo inventò i sapori, Rosalia Cavalieri                                                                                    |

## XVII edizione (2015)
| Puntata          | Libro della puntata                       | Libri consigliati da Piero Dorfles |
| ---------------- | ----------------------------------------- | --- |
| 7 febbraio 2015  | Il postino di Neruda, Antonio Skármeta    | - L'allegria degli angeli, Marco Presta - Senza il vento della storia. La sinistra nell'era del cambiamento, Franco Cassano |
| 14 febbraio 2015 | La bolla di componenda, Andrea Camilleri  | - L'ultimo arrivato, Marco Balzano - L'ultimo lappone, Olivier Truc |
| 21 febbraio 2015 | Amsterdam, Ian McEwan                     | - La ballata di Adam Henry, Ian McEwan - Nel giardino della musica. Claudio Abbado: la vita, l'arte, l'impegno; Giuseppina Manin |
| 28 febbraio 2015 | Giulio Cesare, William Shakespeare        | - L'ora di lezione, Massimo Recalcati - Allmen e le dalie, Martin Suter |
| 7 marzo 2015     | Sostiene Pereira, Antonio Tabucchi        | - Non è stagione, Antonio Manzini - I matti del duce, Matteo Petracci |
| 14 marzo 2015    | Il ballo, Irène Némirovsky                | - L'orchessa e altri racconti, Irène Némirovsky - La memoria rende liberi, Enrico Mentana e Liliana Segre |
| 21 marzo 2015    | Il giocatore, Fëdor Dostoevskij           | - Ranocchi sulla luna e altri animali, Primo Levi - Per via di terra. In treno da Hanoi a Mosca, Massimo Loche |
| 28 marzo 2015    | Franny e Zooey, J. D. Salinger            | - La fanciulla è morta, Colin Dexter |
| 4 aprile 2015    | L'opera da tre soldi, Bertold Brecht      | - Il pensionante, Georges Simenon - La chimera, Sebastiano Vassalli - Amstel blues, Claudio Coletta |
| 11 aprile 2015   | Il nostro agente all'Avana, Graham Greene | - Viaggio nella paura, Eric Ambler - Amstel blues, Claudio Coletta - La congiura, Jaan Kross |
| 18 aprile 2015   | Un anno sull'Altipiano , Emilio Lussu     | - La guerra italo-austriaca (1915-18), Nicola Labanca e Oswald Überegger - Dizionario storico della Prima guerra mondiale, Nicola Labanca - I giorni di Trieste, Giusto Traina e Paolo Cammarosano e Luigi Mascilli Migliorini e Simona Colarizi e Mario Isnenghi e Quirino Principe e Marta Verginella e Raoul Pupo |

## XVIII edizione (2016)
| Puntata          | Libro della puntata                        | Libri consigliati da Piero Dorfles |
| ---------------- | ------------------------------------------ | --- |
| 23 gennaio 2016  | Don Chisciotte, Miguel de Cervantes        | - I capelli di Harold Roux, Thomas Williams - Il lamento dell'insegnante, Alessandro Banda                                                                                      |
| 30 gennaio 2016  | Se non ora, quando?, Primo Levi            | - Primo Levi di fronte e di profilo, Marco Belpoliti - Oltre la disperazione, Aharon Appelfeld - La zona d'interesse, Martin Amis - L'amico ebreo, Gian Piero Bona              |
| 6 febbraio 2016  | Casa Howard, Edward Morgan Forster         | - Gli anni della leggerezza, Elizabeth Jane Howard - Clarissa, Stefan Zweig - La passione ribelle, Paola Mastrocola                                                             |
| 13 febbraio 2016 | Il cavaliere inesistente, Italo Calvino    | - I miei genitori non hanno figli, Marco Marsullo - Fine pena: ora, Elvio Fassone - Senza educazione. I rischi della scuola 2.0, Adolfo Scotto Di Luzio                         |
| 20 febbraio 2016 | Misery, Stephen King                       | - Viene la morte che non rispetta, Alessandro Defilippi - Tempesta di neve e profumo di mandorle, Camilla Läckberg - Cinque indagini romane di Rocco Schiavone, Antonio Manzini |
| 27 febbraio 2016 | Il sosia, Fëdor Dostoevskij                | - Io ti salverò, Francis Beeding - Le incantatrici, Pierre Boileau e Thomas Narcejac                                                                                            |
| 5 marzo 2016     | Il buio oltre la siepe, Harper Lee         | - L'avvocato canaglia, John Grisham - Va', metti una sentinella, Harper Lee |
| 12 marzo 2016    | Il morto di Maigret, Georges Simenon       | - La scala di ferro, Georges Simenon - Le molliche del commissario: La prima indagine di Vivacqua, Carlo F. De Filippis                                                         |
| 19 marzo 2016    | Febbre a 90°, Nick Hornby                  | - La zia subacquea e altri abissi famigliari, Enzo Fileno Carabba - Piccoli combattenti, Raquel Robles - La verità della suora storta, Andrea Vitali                            |
| 26 marzo 2016    | La stagione della caccia, Andrea Camilleri | - Il gioiello che era nostro, Colin Dexter - La verità e altre bugie, Sascha Arango                                                                                             |
| 2 aprile 2016    | Macbeth, William Shakespeare               | - I garbati maneggi delle signorine Devoto: Un intrigo a Sestri Ponente, Renzo Bistolfi - Assassinio di marzo, Dan Turèll - La copia infedele, Stefano Trinchero                |
| 9 aprile 2016    | Inferno, Dante Alighieri                   | - Pape Satàn Aleppe. Cronache di una società liquida, Umberto Eco - La rimozione: Storia di Giuseppe Tavecchio, vittima dimenticata degli anni di piombo, Andrea Kerbaker       |

## XIX edizione (2017)
| Puntata          | Libro della puntata                                                     | Libri consigliati da Piero Dorfles                                                                                    |
| ---------------- | ----------------------------------------------------------------------- | --- |
| 28 gennaio 2017  | La fattoria degli animali, George Orwell                                | - Nella valle senza nome, Antonio Leotti - Un'altra parte del mondo, Massimo Cirri                                    |
| 4 febbraio 2017  | Se una notte d'inverno un viaggiatore, Italo Calvino                    | - Dentro la sera, Giuseppe Pontiggia - E poi libri e ancora libri, Federico García Lorca                              |
| 11 febbraio 2017 | Scorrete lacrime, disse il poliziotto, Philip K. Dick                   | - La donna che visse due volte, Pierre Boileau - Il vestito dei libri, Jhumpa Lahiri - Lo spregio, Alessandro Zaccuri |
| 18 febbraio 2017 | Cent'anni di solitudine, Gabriel García Márquez                         | - Gli allegri compari, Robert Louis Stevenson - Uomini e topi, John Steinbeck                                         |
| 25 febbraio 2017 | Sei personaggi in cerca d'autore, Luigi Pirandello                      | - Carne mia, Roberto Alajmo - Prima di perderti, Tommaso Giagni                                                       |
| 4 marzo 2017     | Il centravanti è stato assassinato verso sera, Manuel Vázquez Montalbán | - La strada nel bosco, Colin Dexter - Come cani selvaggi, Ian Rankin                                                  |
| 11 marzo 2017    | Opinioni di un clown, Heinrich Böll                                     | - La casa dei Krull, Georges Simenon                                                                                  |
| 18 marzo 2017    | Taras Bul'ba, Gogol                                                     | - Duello nel ghetto, Maurizio Molinari - Scuola di classe, Roberto Contessi                                           |
| 1º aprile 2017   | Lo scrittore fantasma, Philip Roth                                      | - Il museo delle penultime cose, Massimiliano Boni - Il presente non basta, Ivano Dionigi                             |
| 8 aprile 2017    | Il giro del mondo in 80 giorni, Jules Verne                             | - Il grande racconto di Ulisse, Piero Boitani - Elogio dell'Occidente, Franco La Cecla                                |
| 15 aprile 2017   | Il dottor Živago, Boris Pasternak                                       | - La ricetta del dottor Wasser, Lars Gustafsson - Il sig. Bovary & altri personaggi, Alberto Manguel                  |
| 22 aprile 2017   | Il giorno della civetta, Leonardo Sciascia                              | - A Futura Memoria, Leonardo Sciascia - Presunto terrorista, Leif G. W. Persson                                       |

## XX edizione (2018)
| Puntata          | Libro della puntata                                     | Libri consigliati da Piero Dorfles                                                                    |
| ---------------- | ------------------------------------------------------- | --- |
| 20 gennaio 2018  | Il giovane Holden, J. D. Salinger                       | - Bambinate, Piergiorgio Paterlini - Maria accanto, Matteo B. Bianchi                                 |
| 27 gennaio 2018  | Diario di Anna Frank, Anna Frank                        | - Rosella Postorino, Le assaggiatrici                                                                 |
| 3 febbraio 2018  | I Viceré, Federico De Roberto                           | - Giosuè Calaciura, Borgo vecchio - Corrado Augias, Questa nostra Italia                              |
| 10 febbraio 2018 | Cronaca di una morte annunciata, Gabriel García Márquez | - Jussi Adler-Olsen, Selfie - Marco Vichi, Nel più bel sogno                                          |
| 17 febbraio 2018 | La metamorfosi, Franz Kafka                             | - Tammy Cohen, La cattiva - Errico Buonanno, Vite straordinarie di uomini volanti                     |
| 24 febbraio 2018 | Cosima, Grazia Deledda                                  | - Siri Jacobsen, Isola - Luciano Marrocu, Deledda. Una vita come un romanzo                           |
| 3 marzo 2018     | Bouvard e Pécuchet, Gustave Flaubert                    | - Ambrogio Borsani, L'arte di governare la carta - Omar Di Monopoli, Nella perfida terra di Dio       |
| 10 marzo 2018    | Il profumo, Patrick Süskind                             | - Gian Mauro Costa, Stella o croce - Stefano Jacini, L'invidia degli dei                              |
| 17 marzo 2018    | Nati due volte, Giuseppe Pontiggia                      | - Giuseppe Pontiggia, La lente di Svevo - Eli Gottlieb, Un ragazzo d'oro                              |
| 24 marzo 2018    | La cerimonia del massaggio, Alan Bennett                | - Christian Raimo, Tutti i banchi sono uguali - Cyril Hare, Un delitto inglese                        |
| 31 marzo 2018    | Lo straniero, Albert Camus                              | - Hella Haasse, L'amico perduto - Anna Maria Mori e Nelida Milani, Bora. Istria, il vento dell'esilio |
| 7 aprile 2018    | Riccardo III, William Shakespeare                       | - Piero Boitani, Dieci lezioni sui classici - Charles Dickens, Nero Dickens                           |

## XXI edizione (2019)
| Puntata          | Libro della puntata                             | Libri consigliati da Piero Dorfles                                                                                              |
| ---------------- | ----------------------------------------------- | --- |
| 19 gennaio 2019  | Fahrenheit 451, Ray Bradbury                    | - Furland, Tullio Avoledo - Mrs Caliban, Rachel Ingalls                                                                         |
| 26 gennaio 2019  | Lessico famigliare, Natalia Ginzburg            | - 1938 L'Italia razzista, Fabio Isman - Il caso Kaufmann, Giovanni Grasso                                                       |
| 2 febbraio 2019  | Nudi e crudi, Alan Bennett                      | - La morte mi è vicina, Colin Dexter - La signora della porta accanto, Yewande Omotoso                                          |
| 9 febbraio 2019  | La giornata d'uno scrutatore, Italo Calvino     | - Italia occulta, Giuliano Turone - Questione di virgole, Leonardo Luccone                                                      |
| 16 febbraio 2019 | Riti di morte, Alicia Giménez Bartlett          | - Donne che non perdonano, Camilla Läckberg - La pista di ghiaccio, Roberto Bolaño                                              |
| 23 febbraio 2019 | Memorie di Adriano, Marguerite Yourcenar        | - Più grande la paura, Beatrice Masini - Adriano. Roma e Atene, Andrea Carandini e Emanuele Papi                                |
| 2 marzo 2019     | La svastica sul sole, Philip K. Dick            | - Il libro di sabbia, Jorge Luis Borges - La claque del libro, Ambrogio Borsani                                                 |
| 9 marzo 2019     | La peste, Albert Camus                          | - L'esilio e il regno, Albert Camus - Il rumore di una chiocciola che mangia, Elisabeth Tova Bailey                             |
| 16 marzo 2019    | L'ispettore generale, Nikolaj Vasil'evič Gogol' | - Honoré de Balzac, Albert Savarus - Racconti di Pietroburgo, Nikolaj Vasil'evič Gogol'                                         |
| 23 marzo 2019    | Foto di gruppo con signora, Heinrich Böll       | - Un mondo migliore, Uwe Timm - Olga, Bernhard Schlink                                                                          |
| 30 marzo 2019    | Cuore di tenebra, Joseph Conrad                 | - La freccia di Dio, Chinua Achebe - Io, figlio di mio figlio; Gianluca Nicoletti                                               |
| 6 aprile 2019    | La tregua, Primo Levi                           | - Migrazioni e intolleranze, Umberto Eco - Tempo curvo a Krems, Claudio Magris - Sarei stato carnefice o ribelle, Pierre Bayard |

## XXII edizione (2020)
| Puntata          | Libro della puntata                    | Libri consigliati da Piero Dorfles |
| ---------------- | -------------------------------------- | --- |
| 18 gennaio 2020  | Martin Eden, Jack London               | - Storia critica della televisione italiana, Aldo Grasso - Come Dante può salvarti la vita, Enrico Castelli Gattinara |
| 25 gennaio 2020  | Storie naturali, Primo Levi            | - Quando Primo Levi diventò il signor Malabaila, Carlo Zanda - Un andare pensando. Primo Levi e la «zona grigia», Giuseppe Varchetta |
| 1 febbraio 2020  | Aspettando Godot, Samuel Beckett       | - Shirley Jackson, Abbiamo sempre vissuto nel castello - Andrea Vianello, Ogni parola che sapevo |
| 8 febbraio 2020  | Il giocatore, Fëdor Dostoevskij        | - Sebastiano Mondadori, Il contrario del padre - Pierluigi Battista, Libri al rogo. La cultura e la guerra all'intolleranza |
| 15 febbraio 2020 | Frankenstein, Mary Shelley             | - Diego Marani, Il ritorno di San Giorgio - Arturo Pérez-Reverte, I cani di strada non ballano |
| 29 febbraio 2020 | Poirot a Styles Court, Agatha Christie | - Agatha Christie, L'ultima seduta spiritica - Claudia Bocciardi, Succede in biblioteca |
| 7 marzo 2020     | La vita davanti a sé, Romain Gary      | - Roberto Andò, Il bambino nascosto - Lorenzo Mondo, Felici di crescere |
| 14 marzo 2020    | L'amico ritrovato, Fred Uhlman         | - Giorgio Zanchini, Sotto il radioso dominio di Dio - Filippo La Porta, Eretico controvoglia - Giampaolo Simi, I giorni del giudizio - Lello Gurrado, Quattro bravi ragazzi. Storie di ordinario bullismo - Joe R. Lansdale, Caldo in inverno - Leonardo Sciascia, La strega e il capitano |